# Balch Creek
Balch Creek est un affluent de la Willamette qui est long de 5,6 km et situé dans l'État américain de l'Oregon. 